# Januar (Raditschkow)
Januar ist die 1979 geschaffene Aufzeichnung des Fernsehens der DDR einer Inszenierung von Gert Jurgons an den Bühnen der Stadt Magdeburg (Kammerspiele) nach einem Bühnenstück des bulgarischen Autors Jordan Raditschkow.

## Handlung
Im verschneiten Januar kommen mehrere Männer, Bergbauern eines entlegenen, zurückgebliebenen bulgarischen Dorfes, in ihrer Kneipe zusammen. Die Gespräche drehen sich um die alltäglichen Geschichten des Dorfes, die aber nicht für jeden verständlich sind. So gibt es einen Specht, „Baumpick“ genannt, der entgegen aller Vernunft wie ein Schluckspecht Rakia trinkt, aber nur wenn man ihm zuprostet. Auch verschwindet er immer mal wieder unbemerkt aus der Kneipe, um dann aber wiederzukommen. Ein Jäger kommt mit seinem Hahn im Käfig, mit dem er auf diese Art und Weise einen Fuchs fangen wollte. Der Hahn krähte aber erst in der warmen Gaststätte. Der Briefträger bringt einen „anonymen“ Brief, der mit der Anrede: Lieber Neffe beginnt. Auch eine Frau sucht Schutz in dieser Gesellschaft, da ihr Mann, der sie „Hinternwacklerin“ nennt, sie in seiner Eifersucht umbringen will. Ein begeisterter Kreuzworträtsellöser, ein Fassböttcher und ein völlig erkälteter Dorfbewohner gehören mit zu dieser Runde.
Die ganze Zeit wird über einen gewissen Peter Motorow gesprochen, der zwar nicht auf der Bühne zu sehen ist, den der Wirt aber am frühen Morgen mit dem Schlitten in die Stadt hat fahren sehen. Als plötzlich der Schlitten vor der Kneipe hielt, wunderten sich alle, dass er schon so schnell zurück ist. Doch außer einem toten Wolf, dem Gewehr und dem Mantel Peter Motorows war der Schlitten leer. Also machte sich einer der Kneipenbesucher mit dem Schlitten auf in den Wald, um den Vermissten zu suchen. Aber auch diesmal kam der Schlitten mit einem toten Wolf, dem Gewehr und einem Mantel zurück. Dieses ging noch mehrmals so, und einer der letzten beiden, der Kreuzworträtsellöser, versuchte sich mit einem Trick vor dem Hinausfahren zu drücken, was ihm aber nicht gelang, da sein Trick erkannt wurde. Nun musste er also doch fahren, mit ihm fuhren aber mehrere Musiker, die in die Stadt wollten. Der Schlitten kam mit den Musikanten zurück, aber ohne den Kreuzworträtsellöser, dafür aber wieder mit einem toten Wolf, dem Gewehr und einem Mantel.
Der letzte Überlebende der in der Kneipe verblieben war, es war Susso der Besitzer des Baumpick, konnte sich nun über das Geschehene berichten lassen: Mitten im Wald trafen sie auf ein Wolfsrudel. Der Kreuzworträtsellöser erschoss einen Wolf, wollte ihn holen und zog zum Beladen seinen Mantel aus und legte diesen mit dem Gewehr in den Schlitten. Als er den toten Wolf auf den Schlitten warf, erschreckten sich die Pferde und rannten los. Der zurückgebliebene Jäger wurde nun von dem Rest des Rudels zerfleischt und aufgefressen. So wurde endlich das Rätsel der Verschwundenen gelöst.

## Produktion
Das Stück erlebte 1978 auf den Bühnen der Stadt Magdeburg seine deutsche Erstaufführung. Zu den XXIII. Berliner Festtagen 1979 wurde diese Inszenierung im Berliner Maxim-Gorki-Theater aufgeführt. Die Dramaturgie lag in den Händen von Andreas Schenert und Doris Vallentin.
Die Ausstrahlung im 2. Programm des Fernsehens der DDR erfolgte am 30. August 1980.

## Kritik
„Ein reizvolles, poetisches Stück mit liebenswerten, kräftigen Figuren. Theater der Zeit schrieb dazu: „… eine eigentümliche Geschichte vom notwendigen Versuch eines Aufbruchs; von der Enträtselung neuer Verhältnisse, von den Möglichkeiten des Menschen, ‚loszuziehen‘, und von den Gefahren, die damit verbunden sein können.““

„Gert Jurgons hat schlechthin vollendet inszeniert. Jeder Ton, bedächtig und mit Sinn fürs Aufdecken der Charaktere gesetzt, jede Geste, genauestens abgewogen und eingesetzt, jede Tempo-Phase und jede Pause sind ungemein stimmig und fügen sich zu einer prachtvollen theaterästhetischen Einheit. Das junge Ensemble spielt die gar nicht so jungen Männer großartig genau und plastisch.“